# Wymysłów (Żytno)
Pour les articles homonymes, voir Wymysłów.
Wymysłów est une localité polonaise de la gmina de Żytno, située dans le powiat de Radomsko en voïvodie de Łódź.